# 過去進行式
過去進行式 ，用來敘述在過去某特定時間點「正在發生」或「短暫持續」的動作。

## 什麼是過去進行式
過去進行式呈現了一種動作在過去某一時刻持續進行的情況。這種時態是現在進行式在過去時態下的變形，同樣描述了正在進行的動作。儘管現在進行式和過去進行式有著許多相似之處，但過去進行式使用了 was 和 were，以及 be 的過去式形式。這種時態的使用有助於精確地表達過去某個時刻正在發生的動作，為讀者提供更加生動和具體的情境描述。

## 不能以過去進行式使用的動詞
有某種類型的動詞不能用於任何連續時態，包括過去進行式。這些被稱為靜態動詞，也稱為狀態動詞，或恰當地稱為非連續動詞。靜態動詞不太像動作，而更像狀態或感覺。它們描述持續的心理狀態，例如opinions、 needs 或 awareness。 靜態動詞的一些最常見的例子包括：
- believe
- dislike
- hate
- involve
- know
- like
- love
- need
- prefer
- ealize
- seem
- understand
- want

因為靜態動詞的性質是持續性的，所以將它們放在過去進行式中可能會顯得不自然。因此，在表達過去的情況時，最好使用它們的簡單過去式形式，以確保語句的流暢度和自然度。

## 過去進行式的公式
- 肯定句 主詞 + was/were + 動名詞…

Julie was studying when her parents came home.
當Julie的父母回家時，她正在學習。
- 否定句 主詞 + was/were + not + 動名詞…

Julie wasn’t studying when her parents came home.
當Julie的父母回家時，她沒有在學習。
- Yes/No問句 Was/Were + 主詞 + 動名詞…?

Was Julie studying when her parents came home?
當朱莉的父母回家時，她正在學習嗎？